# 宮園自動車

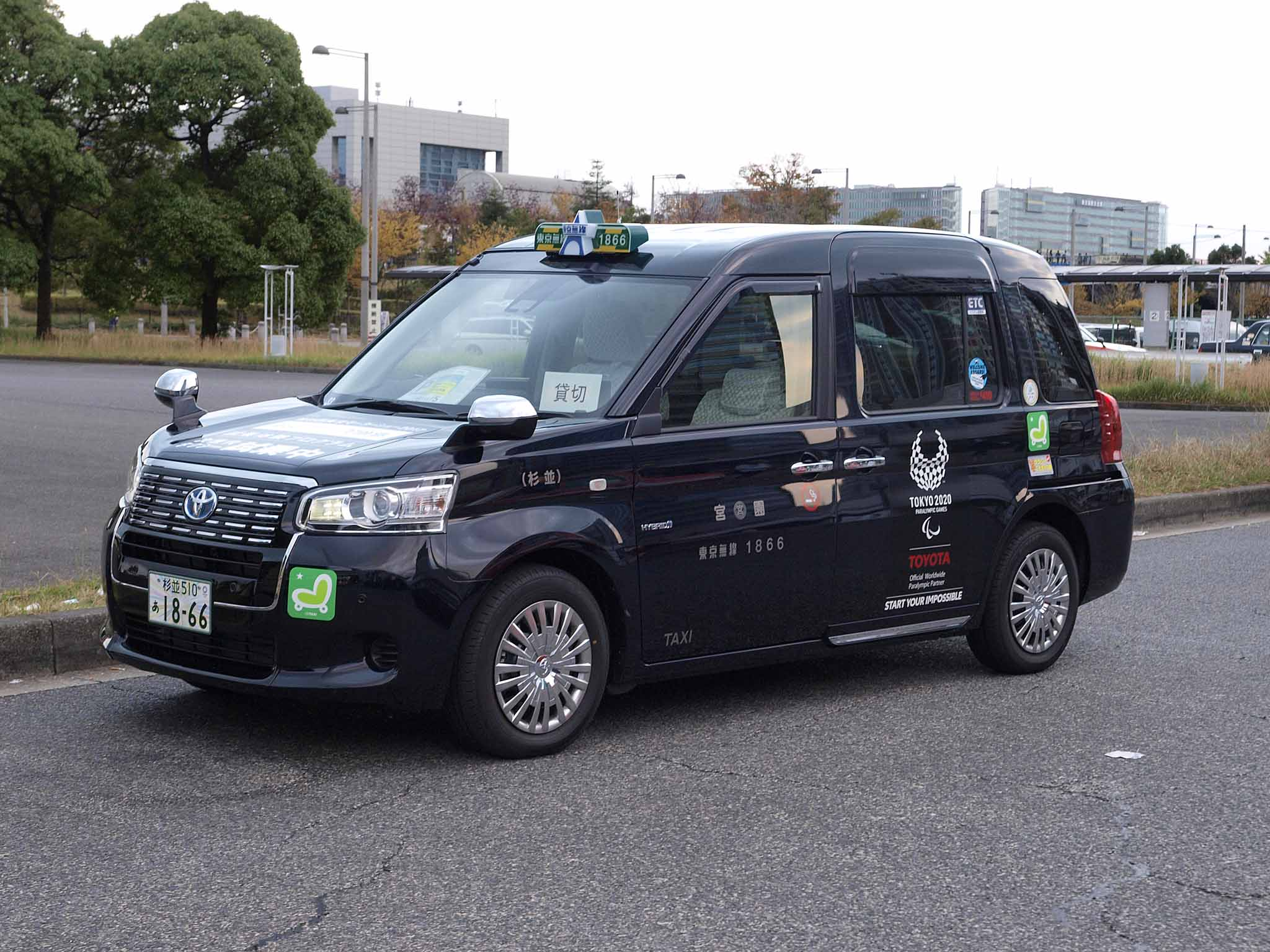
宮園自動車のタクシー

宮園自動車株式会社（みやぞのじどうしゃ）は、東京都内のタクシー・ハイヤー・福祉輸送・観光バス会社。

## 概要
1950年（昭和25年）5月18日に設立され、東京都中野区に本社をおく。グループ会社には、目黒区に東京無線に加盟する豊和自動車株式会社、川崎市に宮園交通株式会社（旧・帝都川崎自動車）、船橋市にも営業所を持つ株式会社宮園福祉などがあり、自動車販売代理店（トヨタ車やメルセデス・ベンツ、スマートを販売）や燃料販売など、グループ企業は8社で1都3県に展開する。
「和」の1文字を社訓とし、社是として「交通安全」「より良いサービスの提供」「生産性の向上」「省資源・省エネルギー」の4項目を掲げる。
運行台数は約750台で、小型ユニバーサルタクシーから大型バスまで展開する。都内の同社タクシーは、東京無線協同組合の創立（当時の名称は東京城西旅客自動車事業協同組合）以来の中核であり、グループの豊和自動車（1984年（昭和59年）に取得しチェッカーキャブより移籍）とともにトヨタ・ジャパンタクシーや黒塗装車を除き緑色に黄色のラインの入った東京無線カラーに塗装されている。また、東京四社に属する大和自動車交通に提携する大和倶楽部のメンバーである。
一方で、LPG自動車、障害者のタクシー乗務員、乗合タクシー、ウェルキャブグリーン経営認証、ISO14001などの革新的な事項の導入に熱心であり、メセナにも取組んでいる。ケア輸送士制度の創立においても関与し、全国福祉輸送サービス協会を通じて事業の拡大に取組んでいる。

## 福祉事業への取り組み
ケア輸送士やホームヘルパーの資格をタクシー営業に取込むなど、福祉事業に関する企業努力を行っている。

## 制度・導入システム
- 退職金制度があり、年金基金に加入している。
- 2007年（平成19年）春、改装された新本社工場（兼トヨタ車ショールーム）から導入。

## 営業所・グループ会社
- 宮園自動車株式会社（タクシーと福祉輸送）
  - タクシー部
    - 杉並営業所（杉並区井草）

  - 福祉部
    - 練馬営業所（練馬区立野町）
- 豊和自動車株式会社（タクシー専業、目黒区東山）
- 宮園交通株式会社（タクシー専業、川崎市川崎区大師前）
※2000年（平成12年）に帝都自動車交通から取得、2013年（平成25年）11月14日で事業停止
- 宮園バス株式会社（観光バスを含む貸切バスと福祉輸送）
  - 江戸川営業所（江戸川区西一之江）
  - 千葉営業所（千葉県市川市柏井町）
- 宮園オート株式会社（トヨタ車販売会社・トヨペット店系列）
- 宮園輸入車販売株式会社（輸入車販売会社・メルセデス・ベンツ正規ディーラー）
- 宮園砿油株式会社（ENEOS特約店ガソリンスタンド。当初は旧日本石油の特約店だった）
※2022年（令和4年）7月1日に大和自動車交通に譲渡[1][2]

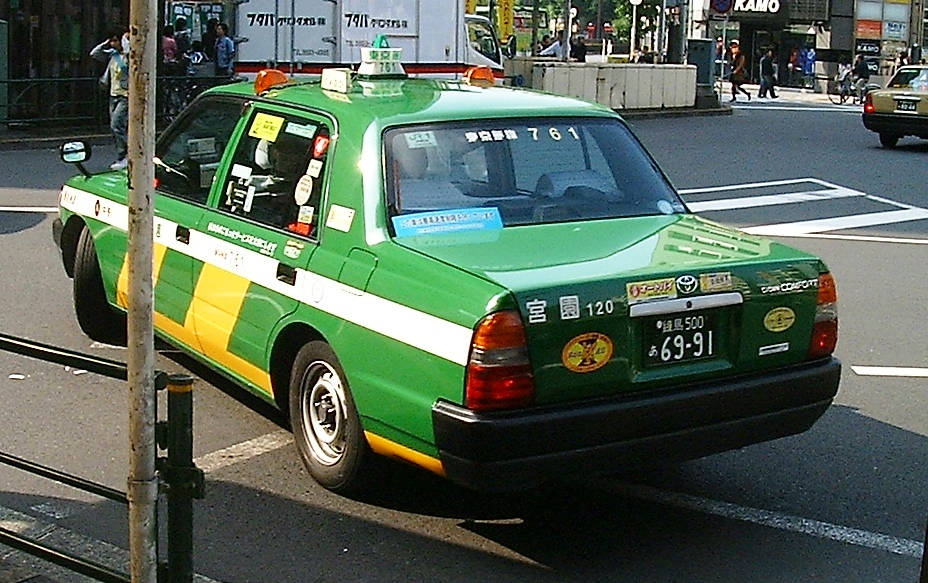
宮園自動車の東京無線カラーのタクシー
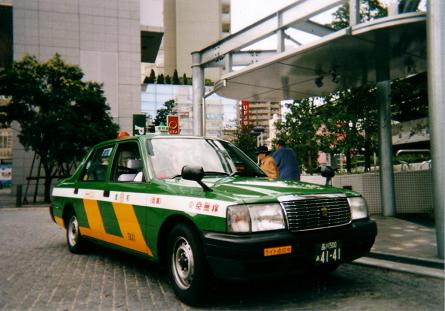
豊和自動車の東京無線カラーのタクシー
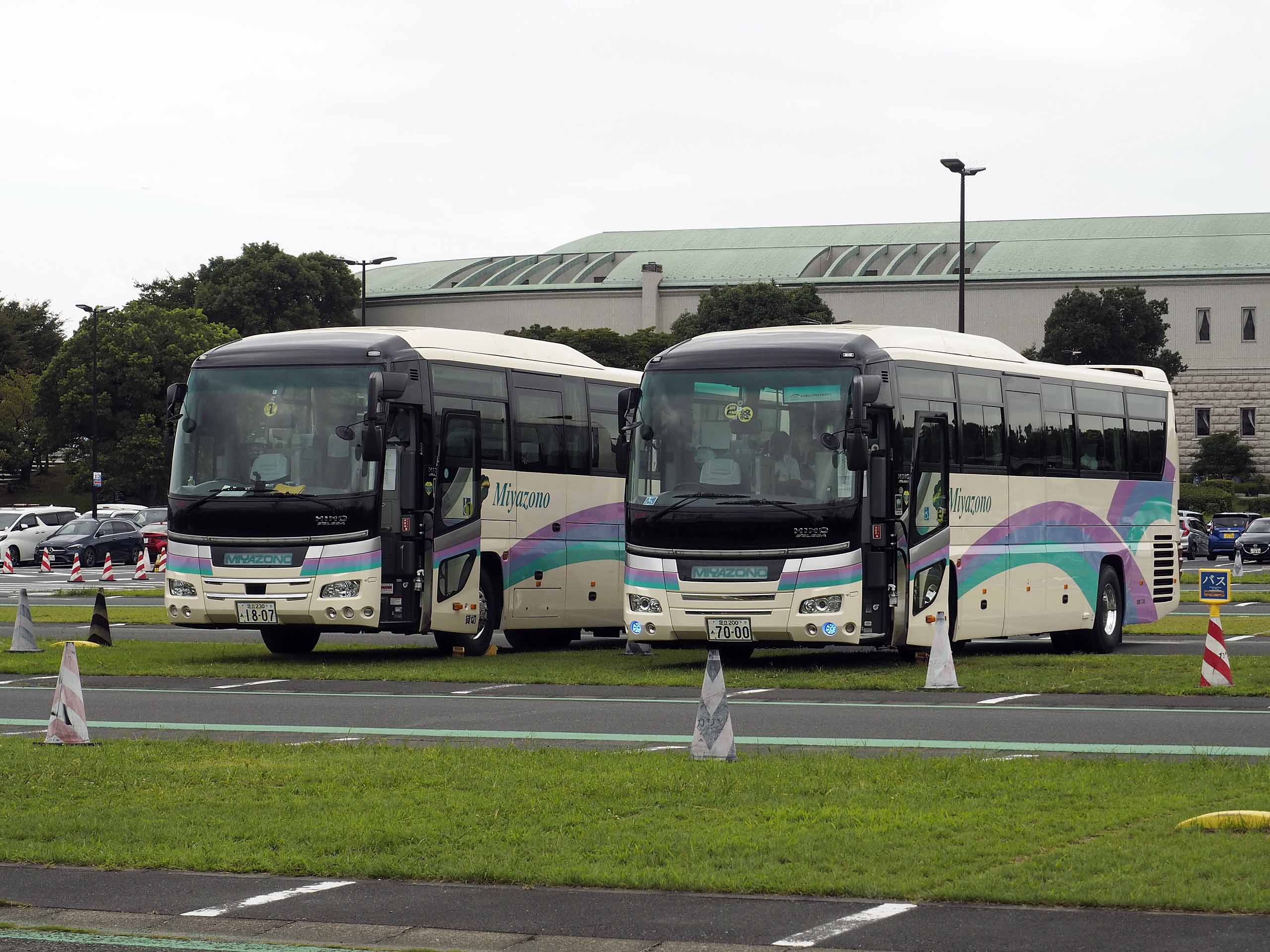
リフト付き観光バス
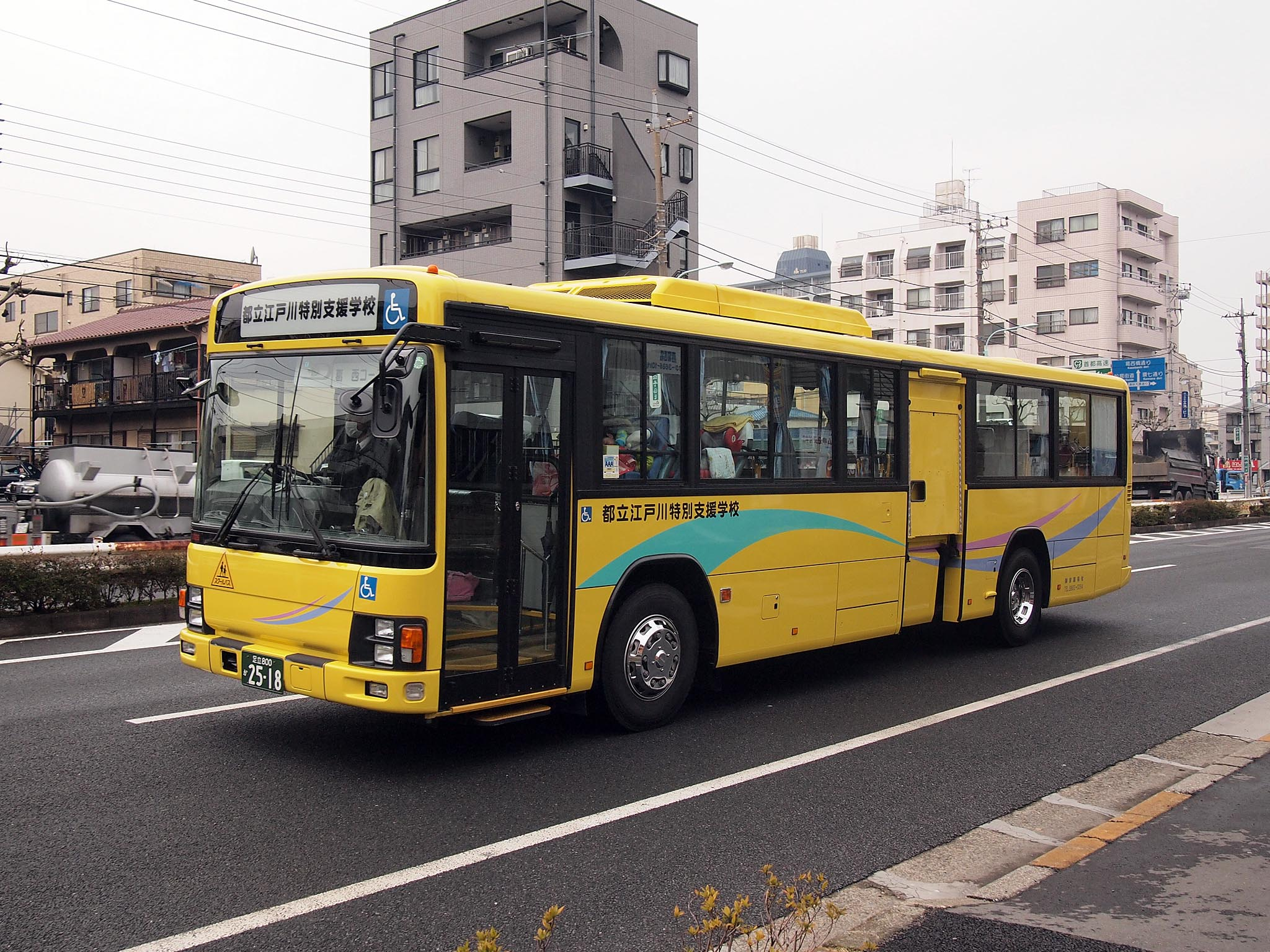
特別支援学校スクールバス（東京都立江戸川特別支援学校）
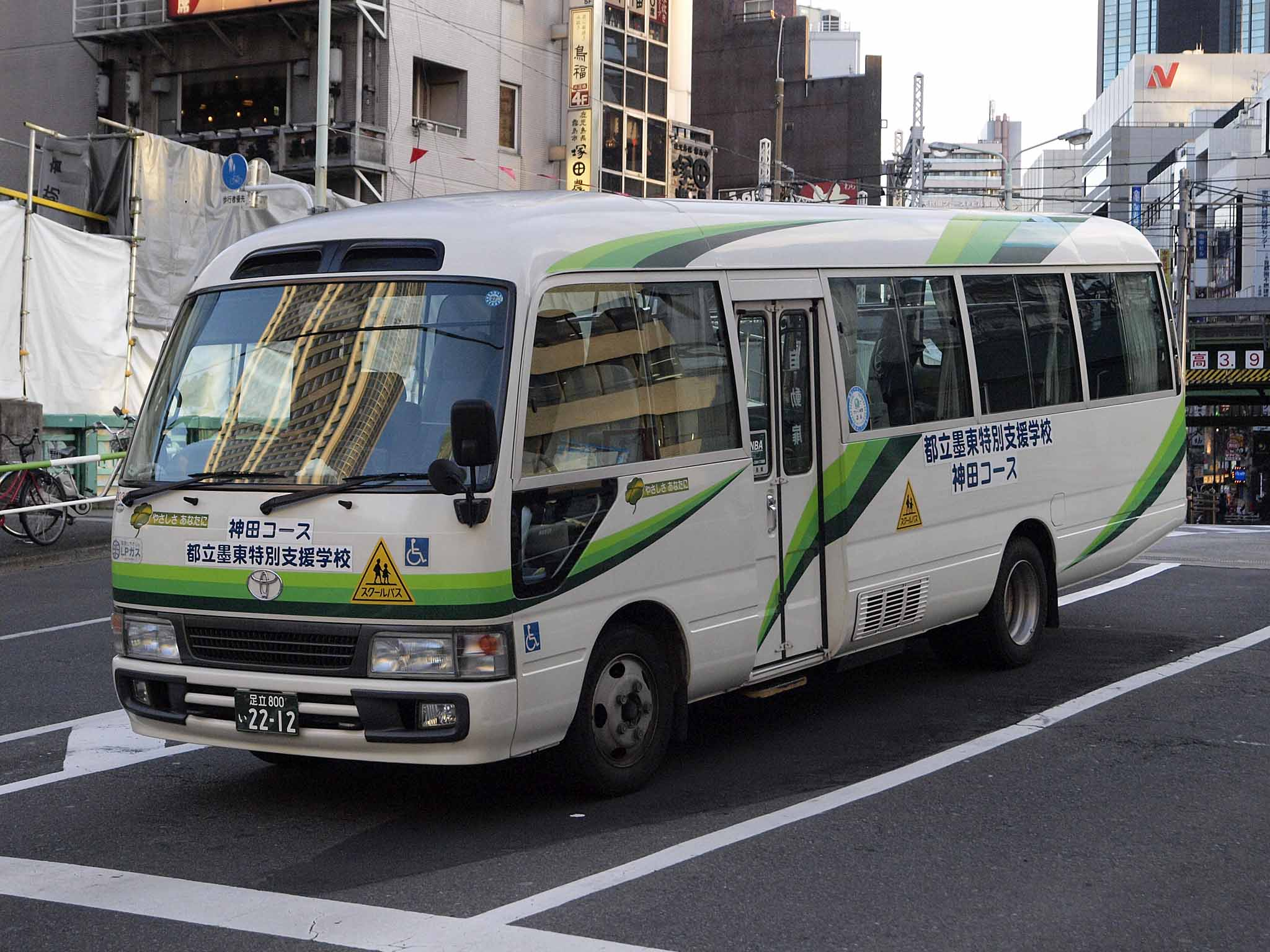
特別支援学校スクールバス（東京都立墨東特別支援学校）